# Tornyosnémeti
Tornyosnémeti är en ort (by) i provinsen Borsod-Abaúj-Zemplén i nordöstra Ungern. Orten har 511 invånare (2024), på en yta av 14,06 km². Den ligger vid gränsen till Slovakien, cirka 57,5 kilometer nordost om Miskolc.